# Pazurzec ussuryjski
Pazurzec ussuryjski, traszka pazurzasta (Onychodactylus fischeri) – gatunek płaza ogoniastego z rodziny kątozębnych (Hynobiidae).

## Występowanie
Pazurzec ussuryjski zamieszkuje południową część Kraju Nadmorskiego w skrajnie południowo-wschodniej Rosji; niektórzy jako miejsce występowania podają też północno-wschodnią część Korei Północnej.

## Systematyka
Gatunek ten był dawniej szerzej ujmowany i zaliczano doń także populacje z obu Korei oraz północno-wschodnich Chin, jednak okazały się one stanowić odrębne, opisane w 2012 roku gatunki: Onychodactylus koreanus, Onychodactylus zhangyapingi i Onychodactylus zhaoermii.

## Opis
Pazurzec ussuryjski ma głowę małą, ciało masywne, walcowate; ogon długi; kończyny mocne, przednie cztero-, tylne pięciopalczaste. Dorosłe pazurce ussuryjskie nie mają płuc ani skrzeli, oddychają przez skórę i błony śluzowe jamy gębowej.

## Ubarwienie
Pazurzec ussuryjski jest ubarwiony na jasnobrązowo z nieregularnymi, brunatnymi plamami.

## Rozród
Zapłodnienie pazurców ussuryjskich jest zewnętrzne. Jaja składane są w dwóch podłużnych kapsułach, w każdej jest od 3 do 8 jaj. Larwy przeobrażają się zwykle po ok. 100 dniach.